# Vladimír Nadrchal
Vladimír Nadrchal, češki hokejist, * 4. marec 1938, Pardubice, Češka.
Nadrchal je branil za klube HC Pardubice, HC Brno in HC Prostějov v češkoslovaški ligi. Za češkoslovaško reprezentanco je igral na treh olimpijskih igrah, kjer je bil dobitnik po ene srebrne in bronaste medalje, ter štirih svetovnih prvenstvih (brez olimpijskih iger), kjer je bil dobitnik dveh srebrnih in ene bronaste medalje.
Leta 2010 je bil sprejet v Češki hokejski hram slavnih.